# Łukasz Góral
Łukasz Góral (29 de agosto de 1980) es un deportista polaco que compitió en lucha libre. Ganó una medalla de bronce en el Campeonato Europeo de Lucha de 2005, en la categoría de 60 kg.

## Palmarés internacional
| Campeonato Europeo | Campeonato Europeo | Campeonato Europeo | Campeonato Europeo |
| Año                | Lugar              | Medalla            | Categoría          |
| ------------------ | ------------------ | ------------------ | ------------------ |
| 2005               | Varna (Bulgaria)   | Medalla de bronce  | 60 kg              |